# Копьёвский сельсовет
Копьёвский сельсовет — сельское поселение в Орджоникидзевском районе Хакасии.
Административный центр — село Копьёво.

## История
Статус и границы сельского поселения установлены Законом Республики Хакасия от 7 октября 2004 года № 68 «Об утверждении границ муниципальных образований Боградского района и наделении их соответственно статусом муниципального района, сельского поселения»

## Население
| 2002 | 2010  | 2012  | 2013  | 2014  | 2015 | 2016 |
| ---- | ----- | ----- | ----- | ----- | ---- | ---- |
| 1386 | ↘1085 | ↘1037 | ↘1030 | ↘997  | ↘981 | ↘946 |
| 2017 | 2018  | 2019  | 2020  | 2021  |      |      |
| ↘917 | ↘892  | ↘841  | ↘818  | ↗1027 |      |      |

### Национальный состав
Русские (82,4 %), хакасы (8,6 %), армяне (2,6), немцы (2,4 %).

## Состав сельского поселения
В состав сельского поселения входят 3 населённых пункта:
| № | Населённый пункт | Тип населённого пункта       | Население |
| - | ---------------- | ---------------------------- | --------- |
| 1 | Большой Сютик    | деревня                      | ↘229      |
| 2 | Копьёво          | село, административный центр | ↘721      |
| 3 | Малый Сютик      | деревня                      | ↘135      |

## Местное самоуправление
Администрация
с. Копьево, Набережная, 30-В
Глава администрации
- Коропов Александр Александрович